# Rangi Chase
Pour les articles homonymes, voir Rangi.

a Compétitions nationales et continentales officielles uniquement.

Rangi Chase, né le 1er avril 1986 à Dannevirke (Nouvelle-Zélande), est un joueur de rugby à XIII néo-zélandais d'origine maori devenu anglais évoluant au poste de demi d'ouverture dans les années 2000 et 2010. Sélectionné pour disputer le tournoi des quatre nations avec l'Angleterre, il n'a pour l'instant pas encore disputé de match, il avait auparavant été appelé en sélection néo-zélandaise mais n'y avait pas non plus disputé de match. En club, Rangi Chase a débuté aux Wests Tigers en National Rugby League en 2006 avant de rejoindre l'année suivante les St. George Illawarra Dragons, après trois saisons en NRL, il rejoint la Super League et le club des Castleford Tigers. En 2013, il quitte les Castleford Tigers pour se relancer chez les Salford City Reds.

## Palmarès
- Individuel :
  - Meilleur joueur de la Super League : 2011 (Castleford).
  - Albert Goldthorpe Medal : 2011 (Castleford).